# Stazione di Bagnolo del Salento
La stazione di Bagnolo del Salento è una stazione ferroviaria posta sulla Maglie-Otranto. 
È gestita dalle Ferrovie del Sud Est.
Serve il comune di Bagnolo del Salento.

## Servizi
La stazione dispone di:
- Biglietteria a sportello e automatica
- Servizi igienici
- Area per l'attesa
- Accessibilità per portatori di handicap
- Fermata autolinee urbane ed extraurbane

## Movimento
La stazione è servita dai treni regionali svolti dalle Ferrovie del Sud Est nella relazione Maglie - Otranto via la linea 7.